# Siphocampylus loxensis
Siphocampylus loxensis är en klockväxtart som först beskrevs av Carl Ludwig von Willdenow och Schult., och fick sitt nu gällande namn av Franz Elfried Wimmer. Siphocampylus loxensis ingår i släktet Siphocampylus och familjen klockväxter. IUCN kategoriserar arten globalt som akut hotad.
Artens utbredningsområde är Ecuador. Inga underarter finns listade i Catalogue of Life.